# Marguerite Moret
Pour les articles homonymes, voir Moret.
Marguerite Moret, née Marguerite Comment à Châtenay-Malabry le 22 juillet 1899 et morte le 8 avril 1974 dans le 16e arrondissement de Paris, est une résistante française.

## Biographie

### Jeunesse et famille
Marguerite Comment naît à Châtenay-Malabry en 1899, fille d'Henri Auguste Comment, membre de la Commission des contributions directes de la ville de Paris, et de Marie Rose Flore Anne Berthauld, son épouse.
En 1921, elle épouse à Antibes René Justin Honoré Olivier, dont elle a l'année suivante une fille, Suzanne Olivier, à Clermont-Ferrand. Devenue veuve en 1924, Marguerite Comment se remarie deux ans plus tard à Paris avec André Richard Edmond Moret, fondé de pouvoir.

### Parcours
(juillet 2021).
Parisiens réfugiés à Lyon pendant l'occupation de la zone nord, les Moret hébergent des clandestins. Parmi ces inconnus, François Briant et Daniel Cordier. Marguerite Moret travaille au service d'entraide des réfugiés alsaciens-lorrains, où elle travaille avec Laure Diebold qu'elle présente à Cordier, qui la recrute pour le secrétariat de Jean Moulin.
Marguerite Moret est surtout l'occupante de l'appartement servant de QG à Jean Moulin. Sa fille Suzanne est, dès l'arrivée de Jean Moulin, sa secrétaire et agent de liaison avec la zone occupée et devient ensuite agent de liaison du secrétariat créé par Daniel Cordier, arrivé un an plus tard.
Arrêtée le 30 janvier 1943 par le Sipo-SD, Marguerite Moret est déportée en Allemagne le 15 septembre 1944 par le convoi II.31. Incarcérée à la prison de Fribourg-en-Brisgau, elle est libérée du Zivilarbeiterlager de Stockach le 29 avril 1945.
Elle meurt à l'hôpital en 1974 à Paris, des suites d'une opération. Elle demeurait 175 boulevard Murat à Paris 16e.

## Hommages
- Depuis le 9 février 2024, la rue Marguerite-Moret située à Paris porte son nom[7].

## Filmographie
- Alias Caracalla, au cœur de la résistance (téléfilm), réalisé par Alain Tasma en 2013, France 3 : Marguerite Moret est jouée par Julie Gayet.